# Acanthotrachelina
Acanthotrachelina es una subtribu de insectos coleópteros curculiónidos pertenecientes a la subfamilia Entiminae.  

## Géneros
- Acanthotrachelus
- Breviepistomus
- Calomycterus
- Gobinda
- Heteroptochus
- Lagenolobus
- Prolobothrix
- Psidiopsis
- Synomus
- Tolmesis
- Transptochus